# اعتداء جنسي جماعي
يُشير مصطلح الاعتداء الجِنسي الجماعي إلى الاعتداء الجنسي من قِبل جماعة – عادةً ما تكون رجاليّة – ضدّ النساء أو الأطفال في الأماكن العامة. تشملُ هذه الاعتداءات الجِنسية كل من التجريد من الملابس، العض، الضرب ثمّ الاغتصاب.

## مصر
عادةً ما تلقى الاعتداءات الجنسية الجماعيّة في مصر تغطية دولية وإعلاميّة كذلك حيثُ يشار لمثل هذا النوعِ من الحوادث بالتحرش الجماعي. لفتت دولة مصر الأنظار حول هذه القضيّة منذ عام 2016 وذلك بعد واقعة الاعتداءات الجنسية والسرقة ليلة رأس السنة في ألمانيا.:15

## ألمانيا
خلال احتفالات ليلة رأس السنة عام 2015؛ حصلَ اعتداء جِنسي جماعي من قِبل مجموعة من الشباب ضدّ النسّاء كما حصل عمليات سرقة وسطو وخاصّة في مدينة كولونيا.

## الهند
حصلت عديد الحالات من الانتهاكات الجِنسية الجماعية في الهند؛ البلد الذي يزيدُ تعداد سكّانهِ عن المليار نسمة. أولى هذه الحوادث التي تطرق لها الإعلام بشكلٍ غير مسبوق كان في يوليو/تموز 2012 حينمَا اعتدى مجموعة منَ الشباب جنسيًا على فتاة في سن المراهقة لمدة تصل إلى 45 دقيقة خارج حانة في مدينة جواهاتي بِآسام ولم يتدخل أحد لإنقاذ المُراهِقة حتّى تدخلت الشُرطة في نِهاية المطاف.
بالعودة إلى عام 2002؛ حصلَ شغب جماهيري وشعبي في مدينة غوجارات. استهدفت أعمالُ الشغب والعنف النساء المسلمات والأطفال وقد أفادت بعض التقارير بحصول انتهاكات جِنسية جماعية وخطيرة شملت الحرق، الهجمات بالأحماض المركّزة، التخوزق والدّفن حيًا وغيرها من أشكال التعذيب الوحشيّة. أكّد الناجين فيما بعد مزاعم تقارير الجماعات الحُوقيّة مشيرين في الوقتِ ذاته إلى حصول ما هو أسوأ كإجبار المُسلمة على التعرّي أمام جمع غفير من الشباب واغتصابها أو تشويه أعضائها التناسليّة بما في ذلك قطع الثديين هذا بالإضافة إلى نحتِ الرموز الدينيّة الهندوسية على جسدِ المسلمات.

## باكستان
ذكرت الإعلاميّة سايرا خان مطلع عام 2016 أنها تعرضت للاعتداء الجنسي من قبل حشد من الناس في باكستان عام 2007 أثناء تصويرها لفيلمٍ وثائقي لصالح شبكة بي بي سي كما اتهمت هيئة الإذاعة البريطانية بتجاهل مطالبها في التحقيق في الهجوم ووضع حدّ له.

## السويد
ذكرت مراهقات في السويد أنهنّ تعرضنَ للتحرش الجماعي من قبل مراهقين شباب في عامي 2014 و2015 على التوالي خلال بعض الاحتفالات التي تُقام في الدولة تخليدًا لدور البلد في مجموعة من الأمور. فشلت الشرطة في تحديد هويّة المُعتدين ثمّ رجحت في وقتٍ رحق أنّ غالبيتهم لاجئين من دولة أفغانستان. خرجت هذه الحوادث إلى النور بعد الاعتداءات الجِنسيّة الخطيرة عام 2016 في حفلة رأس السنة الميلادية واتُهمت شرطة استوكهولم بمحاولة التغطيّة عمّا حَصل.

## الولايات المتحدة
في تموز/يوليو 1999؛ وصلت الشرطة أربع شكاوى تتعلقُ لالاعتداء الجنسي الجماعي والاغتصاب. في ذات السياق؛ صرّحَ أحد شهود العيان لجريدة واشنطن بوست أنّهُ شاهدَ سيّدة ملقاة على الأرض وهي تُغتصب بشكلٍ عنيفٍ من قِبل خمس رجال.
في 11 حزيران/يونيو 2000؛ تعرّضت ما لا يقل عن 44 من النساء للاعتداء الجنسي الجماعي والسرقة من قبل مجموعة مكوّنة من 60 رجلًا خلال احتفالات أُقيمت في مدينة نيويورك الصاخبة. حينَها تعرّضت الشرطة لانتقادات شديدة بسببِ سوء تعاملِها معَ مثل هذه الهجمات.
في شباط/فبراير 2001؛ شُوهد مجموعة من الرّجال وهم بصددِ تمزيق ملابس سيّدة خلال احتفالات أُقيمت في مدينة سياتل.

## فيتنام
في تموز/يوليو 2015؛ انتشرت بعضُ الأخبار التي تُفيد بتعرّضِ ما لا يقل عن 20 سيّدة فيتناميّة للاعتداء الجنسي من قبل مجموعة مكوّنة من أكثر من 70 رجلًا. خلال الحادثة؛ قام الرّجال بتمزيق ملابس النّساء ثم حاولوا اغتصابهنّ فيما ألقت الشرطة باللوم على النّساء بسبب ما حصل. حسب بعض التقارير؛ فإنّ المارّة قد تجاهلوا الاستغاثات فيما تفاخرَ المتعدين بأنفسهم بعدما نشروا صورهم من مكانِ الحادث على موقع التواصل الاجتماعي فيسبوك.